# Abderrazek Khallouli
Abderrazek Khallouli, né le 15 décembre 1970 à Béja, est un homme politique tunisien, élu membre de l'assemblée constituante comme représentant du Parti du Néo-Destour puis du Mouvement du Tunisien pour la liberté et la dignité et d'Al Amen dans la circonscription de la Manouba. 
Il est membre de la commission du préambule, des principes fondamentaux et de la révision de la Constitution, ainsi que de la commission des finances, de planification et du développement.